# 下古寺
下古寺位於四川省成都市崇州市街子鎮古寺村。始建于唐，明末毁于兵燹，现存建筑为清代重修。有山门、弥勒殿、观音殿、天王殿、大雄殿及左右厢房等建筑，寺后崖壁上有摩崖造像三龛。2002年12月27日公佈為四川省第六批省級文物保護單位。